# OCCT
OCCT（OverClock Checking Tool）是一款專門測試電腦負載能力及穩定性的程式，它使中央處理器進行繁重的運算，來檢測電腦的中央處理器、記憶體、電源等設備的穩定性。

## 功能概述
- OCCT形式CPU测试：提供三种模式，分别是“自动（1小时）”、“无时限”和“自定义”模式，该种测试项目主要模拟了CPU满负荷时的CPU占用，从而测算出CPU的性能。
- LinPack形式CPU测试：一样提供以上三种模式，但更加高级。
- OCCT形式显示处理器测试：一样提供三种模式，但测试的是GPU而不是CPU。
- MEMTEST形式显示处理器测试：一样提供三种模式，但比上一种模式更高级。
- 电源测试：测试电源在满负荷时的稳定性。

## 外部連結
- OCCT官方網站（页面存档备份，存于）